# Plužna (Eslovênia)
Plužna é um assentamento localizado no município de Bovec na Eslovênia. Possuía uma população estimada de 49 habitantes em 2020.